# Třeboňská rybniční soustava
Třeboňská rybniční soustava (častý je i název Rožmberská rybniční soustava) je nejrozsáhlejší rybniční soustava v České republice. Tvoří ji rybníky na západ od levého břehu Lužnice a jejího úseku označovaného jako Stará řeka, které jsou přímo napájeny Zlatou stokou nebo jsou do ní vypouštěny. K největším (s rozlohou více než 200 ha) patří Rožmberk, Horusický rybník, Dvořiště, Velký Tisý, Záblatský rybník, Svět a Bošilecký rybník.
Označení Třeboňská rybniční soustava není úplně jednoznačné, někdy se používá souhrnně pro všechny rybníky v Třeboňské pánvi. Označení Rožmberská rybniční soustava (podle největšího rybníka soustavy) zase může být zaměňováno se stejnojmennou národní kulturní památkou, která zahrnuje ještě další vodohospodářské objekty na pravém, východním břehu Lužnice, především Novou řeku; ta je sice z geografického hlediska poněkud stranou, ale z hlediska technického jako kanál zmenšující průtok Lužnice je pro třeboňskou rybniční soustavu nepostradatelná.

## Historie a popis
Třeboňská soustava zaujímá území západně od levého břehu Lužnice, táhnoucí se od Domanína na jihu přes Třeboň a Lomnici nad Lužnicí až k Horusicím na severu (tedy zhruba 20 km) v maximální šíři asi 10 km. Přibližným středem soustavy je rybník Velký Tisý.
Hlavním vodohospodářským prvkem celé soustavy je Zlatá stoka, vodní kanál dlouhý asi 45 km, vybudovaný podle plánů Štěpánka Netolického už na začátku 16. století (mezi lety 1506–1518). Odděluje se z Lužnice zhruba na jejím 117 km a na 77 km se do ní vrací. Dalším důležitým vodním zdrojem soustavy je samotná Lužnice, respektive její původní část protékající rybníkem Rožmberkem, označovaná jako Stará řeka. Většina rybníků třeboňské soustavy byla původně založena už Štěpánkem Netolickým, ale o něco později je upravil a dílo dokončil vybudováním Rožmberka Jakub Krčín. Podobu třeboňské soustavy ve 2. polovině 17. století zachycuje např. mapa třeboňského panství z roku 1684, vystavená v třeboňském zámku.
Hlavní rybníky soustavy (v pořadí po proudu Zlaté stoky):
- Opatovický – 160 ha (původně dva středověké rybníky založené v roce 1367, v letech 1510–1518 je rozšířil a spojil Štěpánek Netolický, pozdější úpravy jsou dílem Jakuba Krčína),
- Svět – 201,5 ha (v 70. letech 16. století ho vybudoval Jakub Krčín a původně dostal rybník název Nevděk. Přítokem je Spolský potok vytékající ze Spolského rybníka),
- Rožmberk – 489 ha (považovaný za největší rybník na světě, realizovaný v letech 1584 až 1590 pod vedením Jakuba Krčína),
- Kaňov – 159 ha (doložený již před rokem 1515, kdy jeho hráz nechal zvýšit Štěpánek Netolický, v roce 1564 ho upravil Mikuláš Ruthard a později také Jakub Krčín),
- Velký Tisý – 317 ha (v roce 1505 ho dostavěl Štěpánek Netolický, v roce 1569 byl dále upraven Jakubem Krčínem),
- Koclířov – 192 ha (v letech 1501 až 1503 ho spojením dvou starších rybníků vybudoval a v roce 1516 ještě rozšířil Štěpánek Netolický),
- Dvořiště – 337 ha (starší rybník zvětšený roku 1582 Jakubem Krčínem),
- Záblatský – 305 ha (rovněž starší rybník rozšířený nejprve v roce 1513 Štěpánkem Netolickým a pak v letech 1580–1582 Jakubem Krčínem),
- Ponědražský – 142 ha (opět starší rybník, v letech 1511–1512 upravovaný Štěpánkem Netolickým),
- Bošilecký – 200 ha (pravděpodobně nejstarší z hlavních kaprových rybníků na Třeboňsku),
- Horusický – 415 ha (podle návrhu Štěpánka Netolického byl vybudován v roce 1512, Jakub Krčín pouze upravil hráz).

S těmito rybníky je spojena celá řada dalších, o něco menších rybníků. Jsou to např. Ponědrážkovský (asi 22 ha), Služebný (asi 29 ha), Velký Lomnický (asi 16 ha), Krčín (u Mazelova, asi 60 ha), Ptačí blato (32 ha), 52 ha Malý Tisý (21 ha) nebo Krčínem plánovaný, ale až kolem roku 1700 realizovaný Švarcenberk (52 ha) a Vítek (45 ha) vzniklý v letech 1879–1880 oddělením od Rožmberka. 
Rybníky třeboňské soustavy včetně Zlaté stoky jsou ve správě akciové společnosti Rybářství Třeboň.

## Příroda
Celá třeboňská rybniční soustava je součástí Chráněné krajinné oblasti Třeboňsko. Vzhledem k rozsáhlosti celé soustavy tu můžeme najít mnoho různých biotopů, z nichž některé mají status přírodní rezervace nebo přírodní památky:
- přírodní památka Branské doubí
- přírodní rezervace Výtopa Rožmberka
- přírodní rezervace Olšina u Přeseky
- národní přírodní rezervace Velký a Malý Tisý
- přírodní rezervace Dvořiště
- přírodní rezervace Záblatské louky
- přírodní památka Lhota u Dynína
- přírodní památka Hliníř
- přírodní rezervace Rašeliniště Hovízna
- národní přírodní památka Ruda
- přírodní rezervace Horusická blata

## Galerie

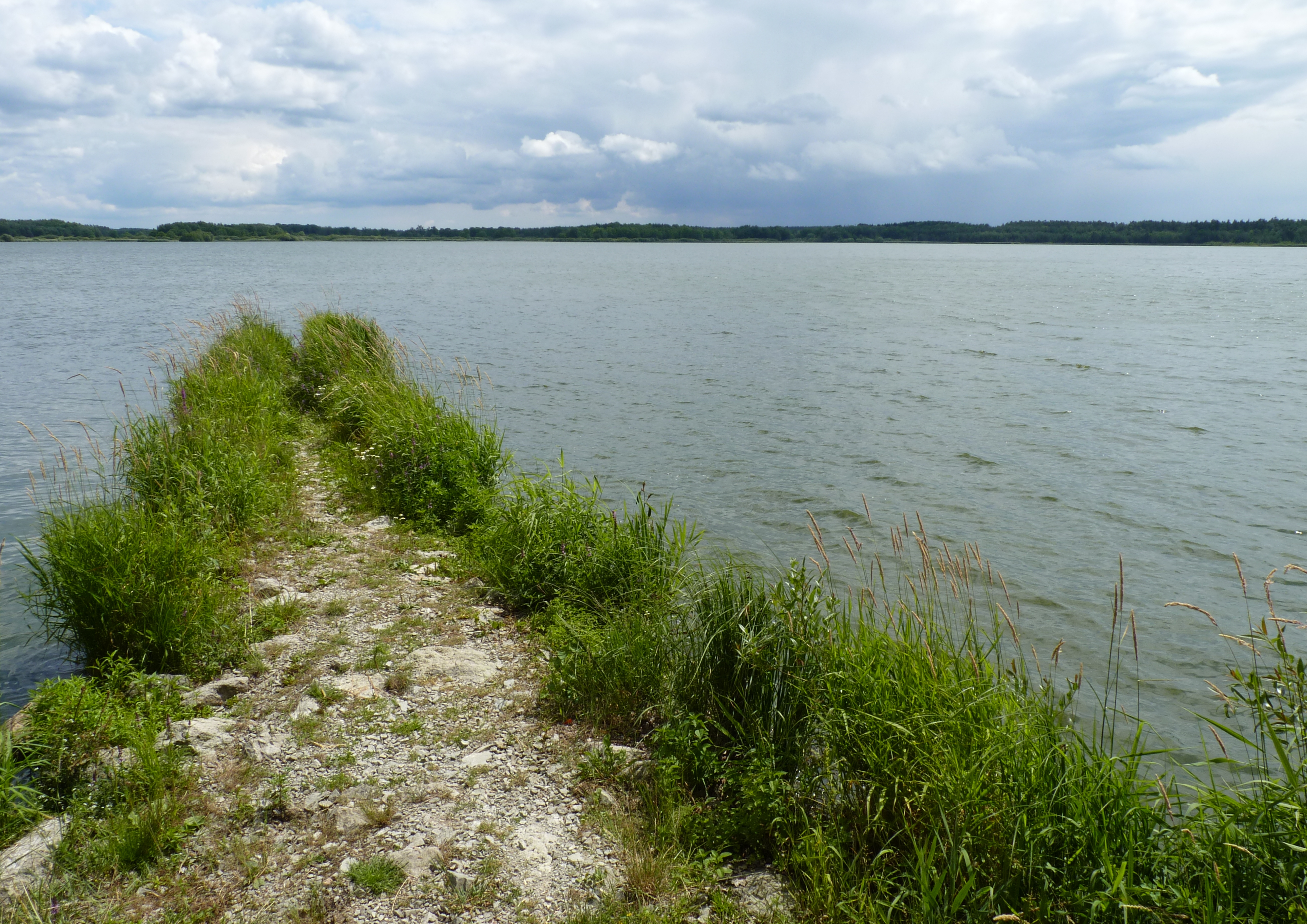
Rožmberk, od výpusti Adolfka
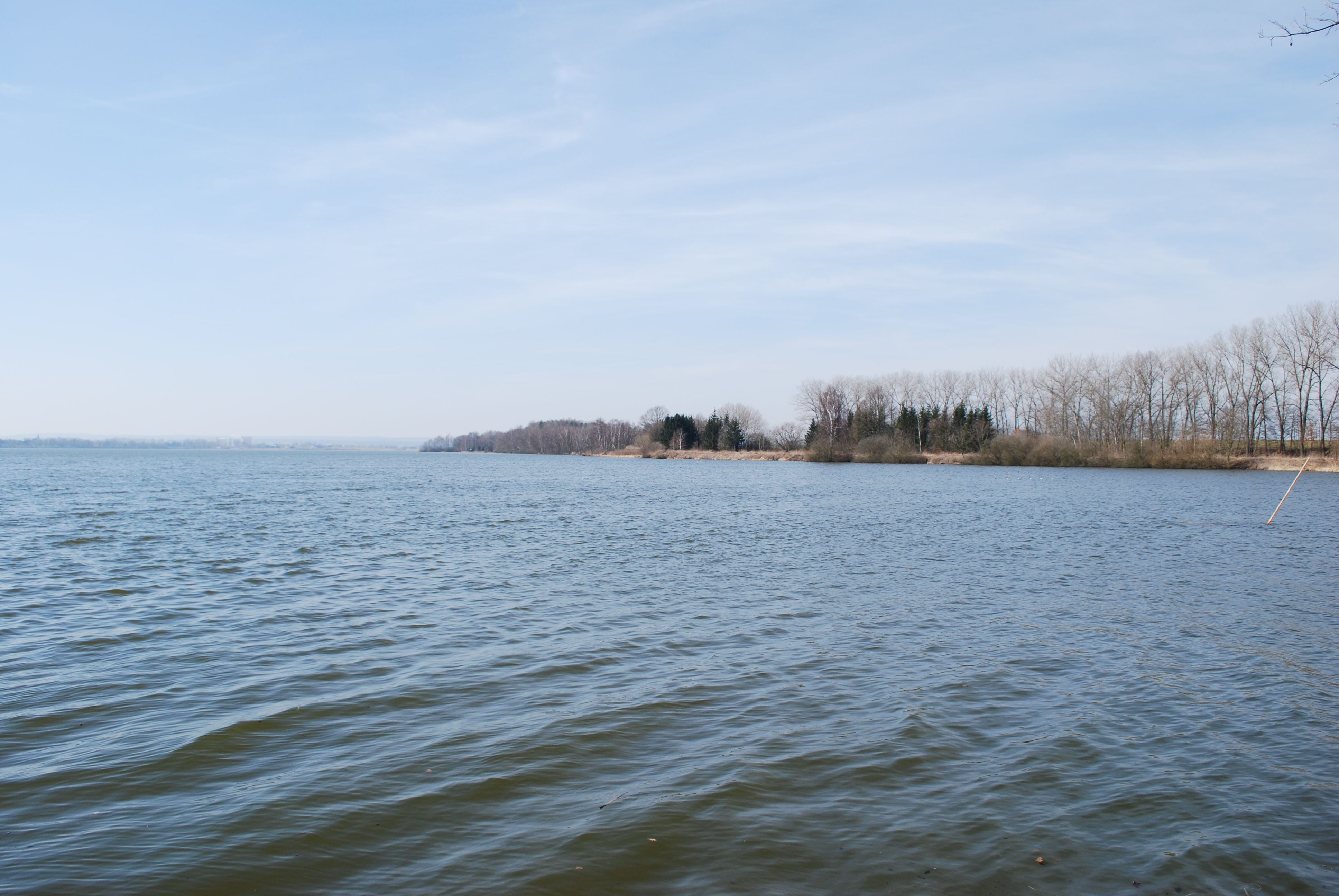
Horusický rybník, pohled z hráze
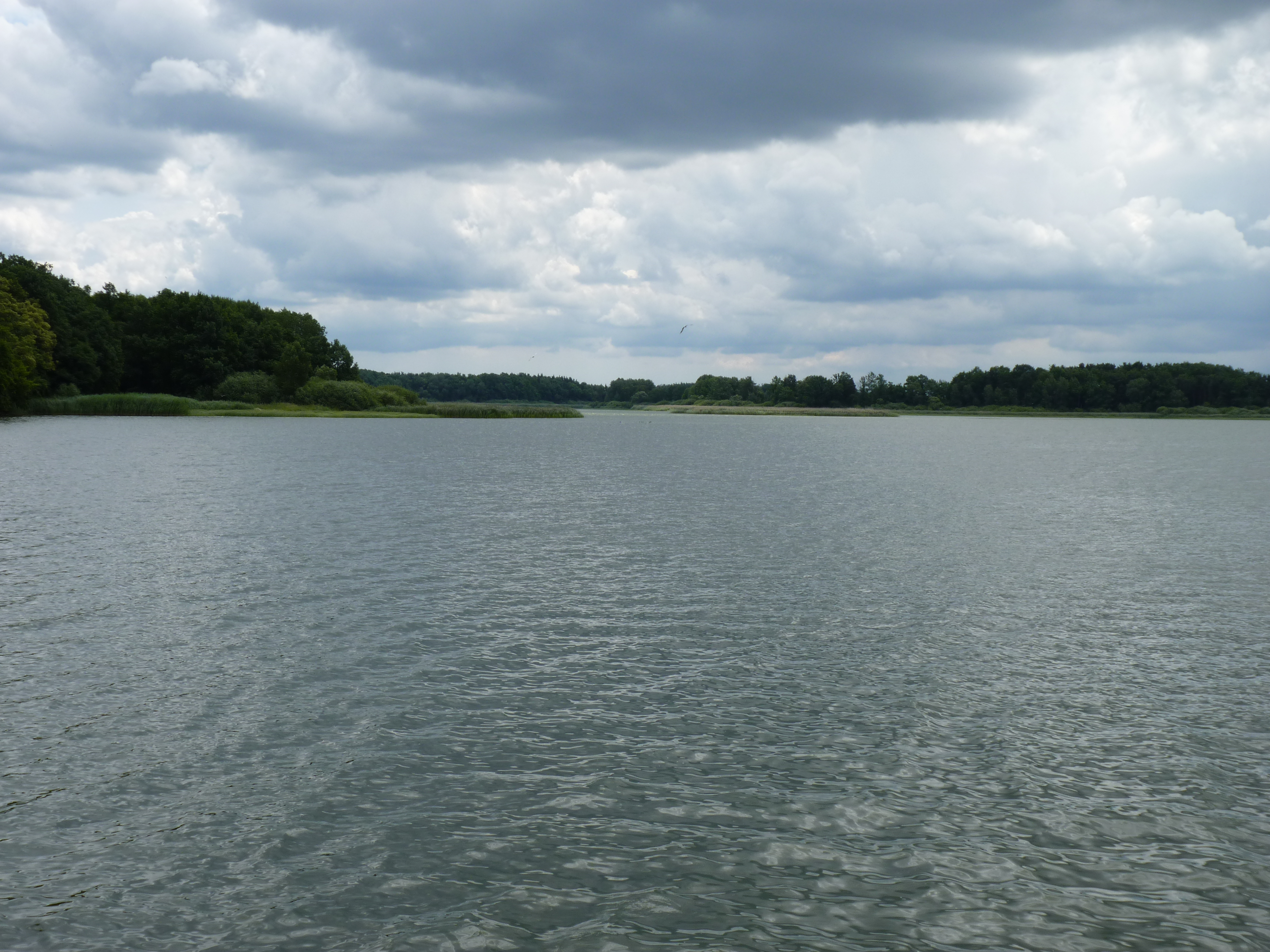
Velký Tisý
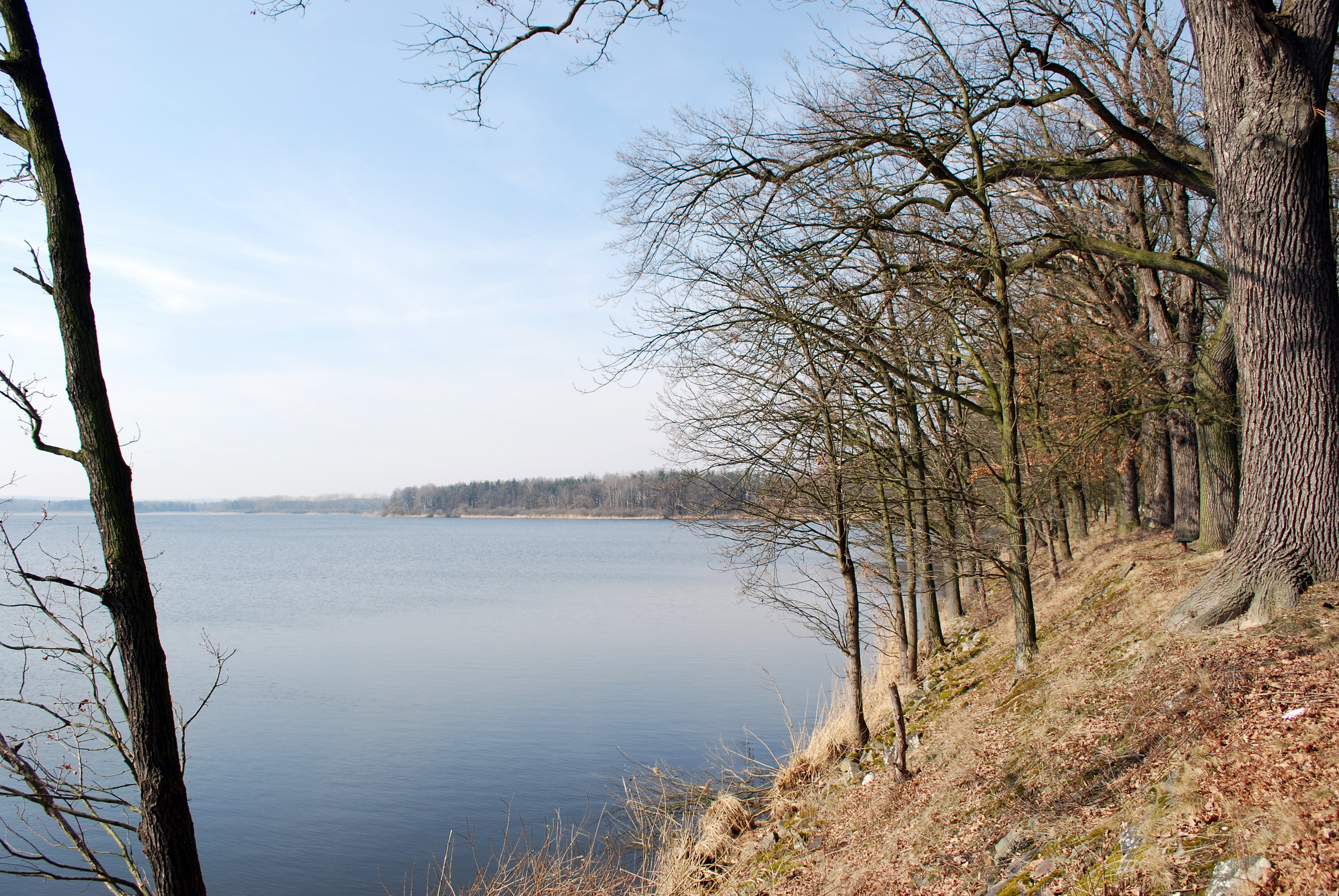
Záblatský rybník
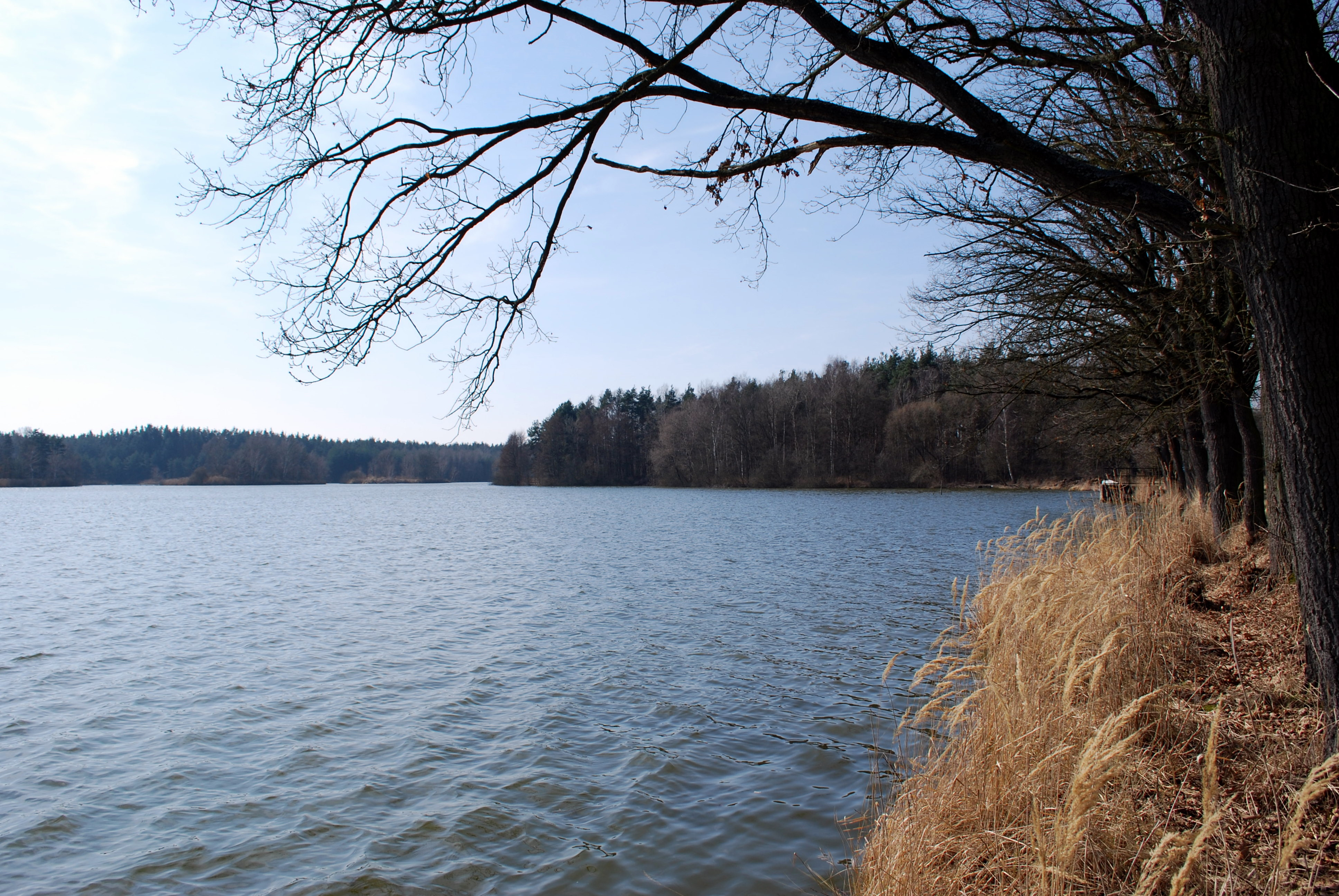
Ponědrážkovský rybník